# (11239) Marcgraf
(11239) Marcgraf (4141 P-L) – planetoida z pasa głównego asteroid okrążająca Słońce w ciągu 4,04 lat w średniej odległości 2,54 j.a. Odkryta 24 września 1960 roku.